# Česko-italské vztahy
Česko-italské vztahy jsou zahraniční vztahy Česka a Itálie. Oba státy jsou plnoprávnými členy Evropské unie, NATO, OECD, OBSE, Rady Evropy, Světové obchodní organizace a OSN.

## Dějiny
Historie vztahů sahá až do středověku. V roce 1272 se česká vláda dostala i do severovýchodní Itálie poté, co český král Přemysl Otakar II. získal oblast Furlansko a stal se de facto správcem Akvilejského patriarchátu.
České království a Papežský stát byly součástí koalice několika evropských zemí v křížové výpravě u Varny v letech 1443–1444, jejímž cílem bylo odrazit vpád Osmanů do Evropy a osvobodit již podmaněné národy jihovýchodní Evropy.
Po rakouských výbojích a anexích byly české země i část Itálie až do konce první světové války součástí Rakouského císařství (od roku 1867 Rakouska-Uherska). Italští bojovníci za svobodu, známí jako Karbonáři, byli podobně jako maďarští a polští bojovníci za svobodu vězněni na brněnském hradě Špilberk. Mezi vězni byl i italský básník Silvio Pellico. Na místě se nachází památník věnovaný Karbonářům.
Během druhé světové války se Italové ocitli mezi spojeneckými válečnými zajatci drženými německými okupanty v zajateckých táborech Stalag IV-C a Stalag 359 a v několika pobočných táborech koncentračního tábora Flossenbürg v dnešním Česku.

## Rezidentní diplomatické mise

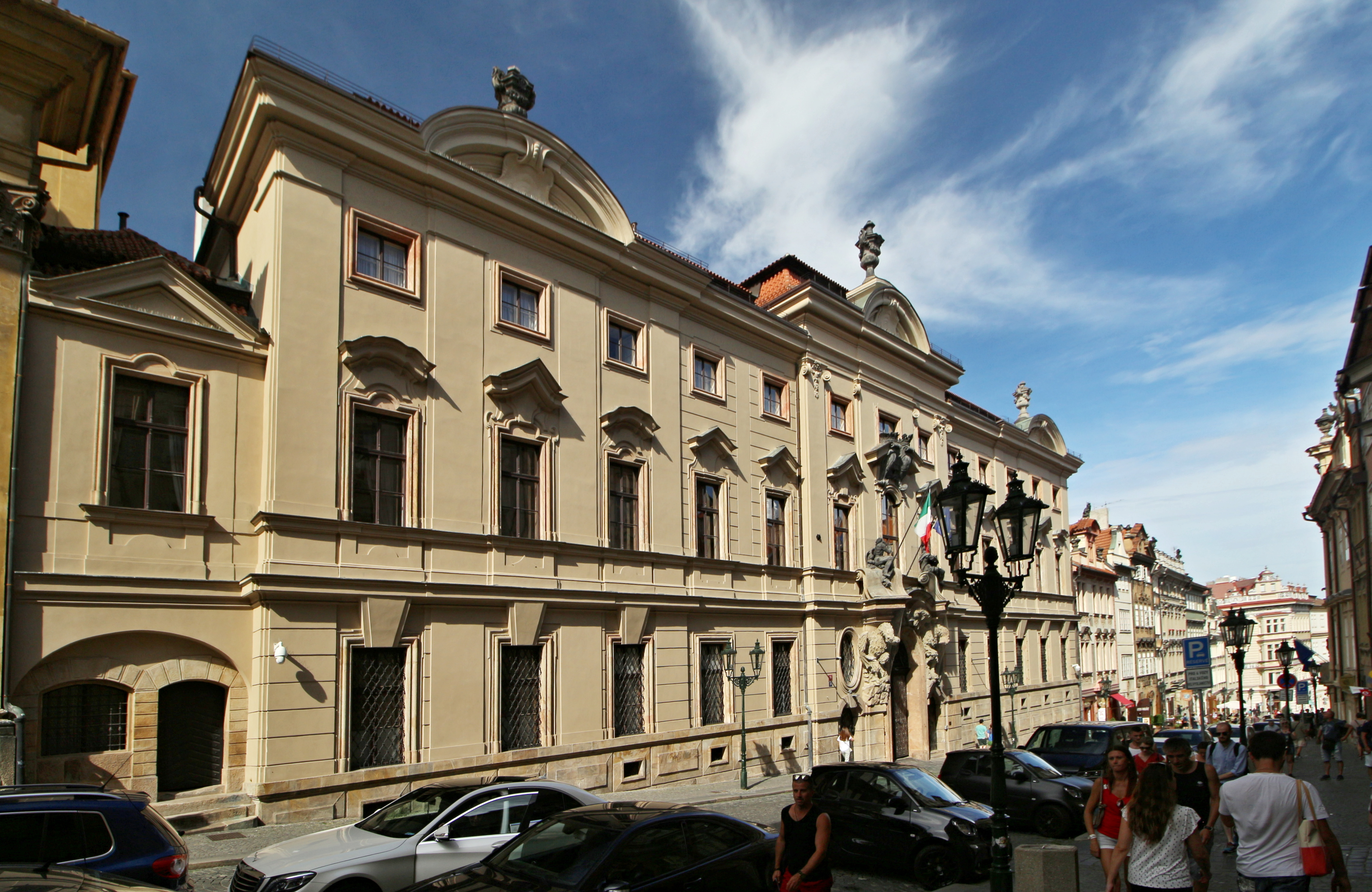
Italské velvyslanectví v Praze

- Česko má velvyslanectví v Římě a generální konzulát v Miláně.[5]
- Itálie má velvyslanectví v Praze.